# Paratorchus insuetus
Paratorchus insuetus – gatunek chrząszczy z rodziny kusakowatych i podrodziny Osoriinae.
Gatunek ten opisany został w 1982 roku przez H. Pauline McColl jako Paratrochus insuetus. W 1984 roku ta sama autorka zmieniła nazwę rodzaju na Paratorchus, w związku z wcześniejszym użyciem poprzedniej nazwy dla rodzaju mięczaków.
Chrząszcz o walcowatym ciele długości około 2,5 mm, barwy od żółtawobrązowej do rudobrązowej z żółtawobrązowymi odnóżami i czułkami. Wierzch ciała ma delikatnie punktowany oraz rzadko owłosiony. Długość szczecinek okrywowych jest mniejsza niż odległości między nimi. Podługowato-owalne oczy buduje pojedyncze, płaskie omatidium. Przedplecze ma 0,45 mm długości i w przedniej połowie jest szersze niż w tylnej. Odwłok ma wyraźnie widoczne linie łączeń między tergitem a sternitem tylko w przypadku trzeciego segmentu, a dziewiąty tergit niezbyt silnie wydłużony ku tyłowi w dwa krótkie, spiczaste wyrostki tylne o wąskim rozstawie. U samca ósmy sternit odwłoka ma płytkie wgłębienie środkowe. Narząd kopulacyjny samca ma smukły wyrostek boczny o długości równej szerokości części rurkowatej, wokół której nasady jest zakrzywiony.
Owad endemiczny dla Nowej Zelandii, znany z regionu Auckland na Wyspie Północnej.